# Dioscorea sessiliflora
Dioscorea sessiliflora är en enhjärtbladig växtart som beskrevs av Mcvaugh. Dioscorea sessiliflora ingår i släktet Dioscorea och familjen Dioscoreaceae. Inga underarter finns listade i Catalogue of Life.